# George Armstrong Custer

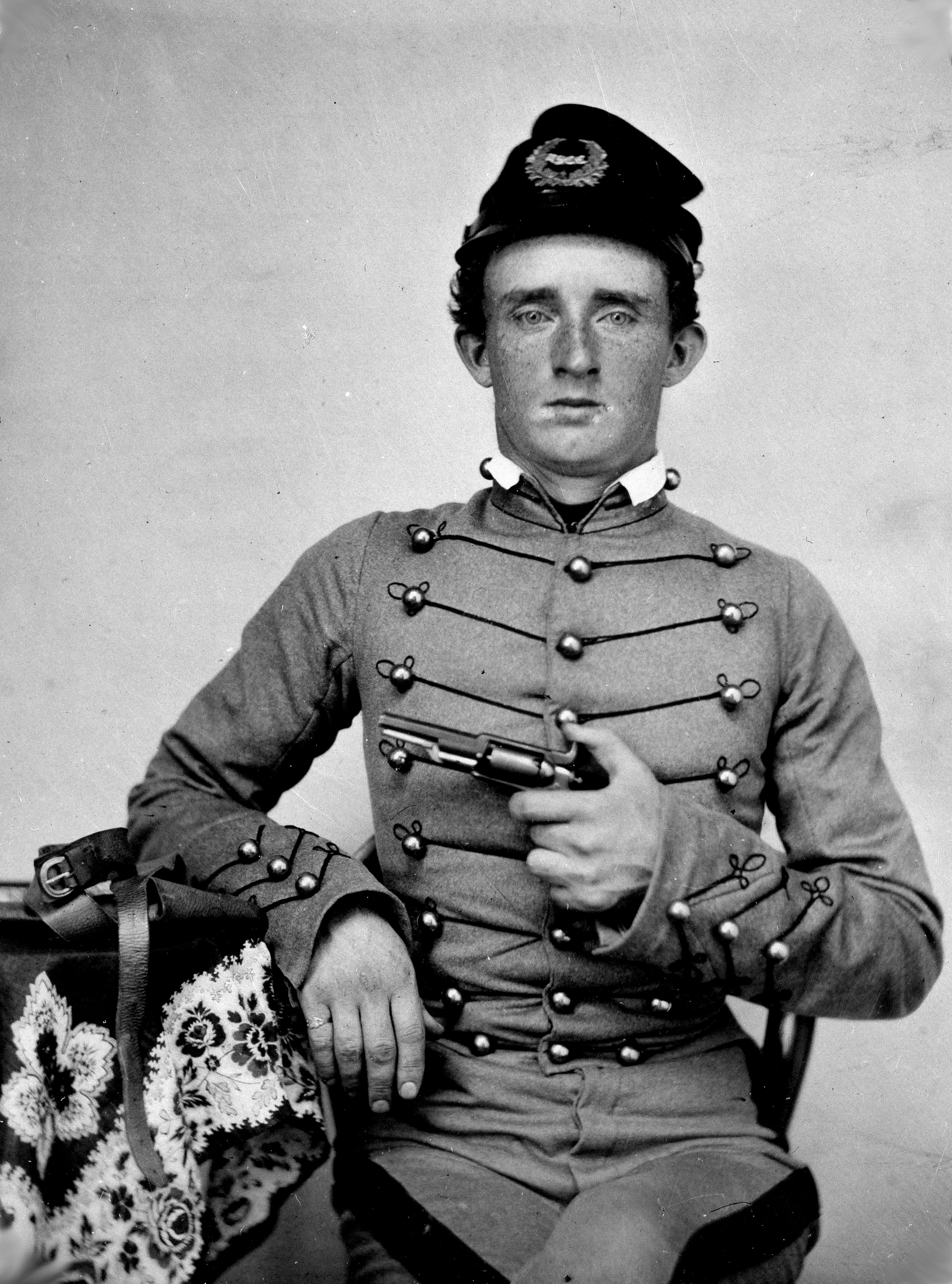
Custer jako kadet w West Point

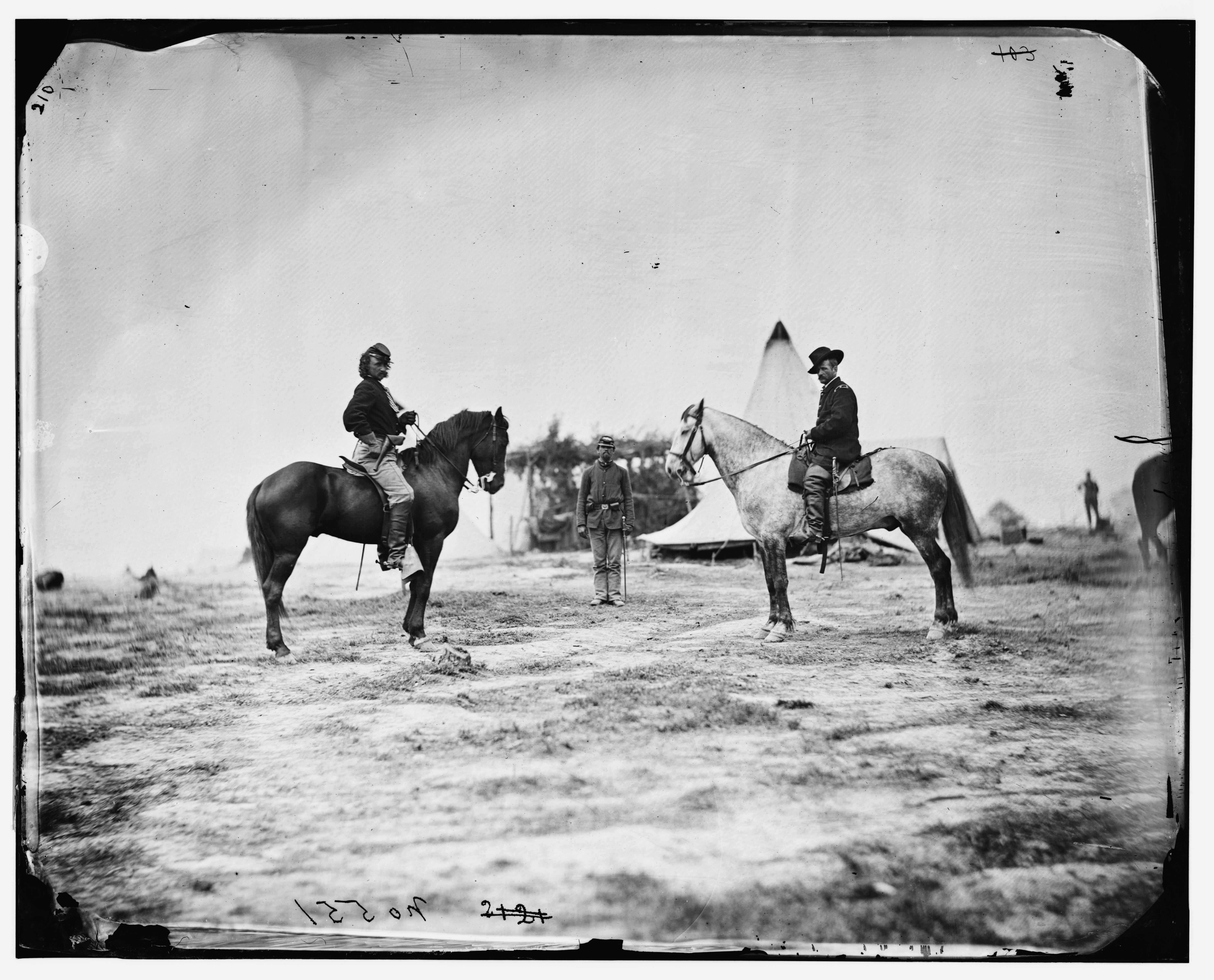
Kapitan Custer i generał Pleasonton (1863)

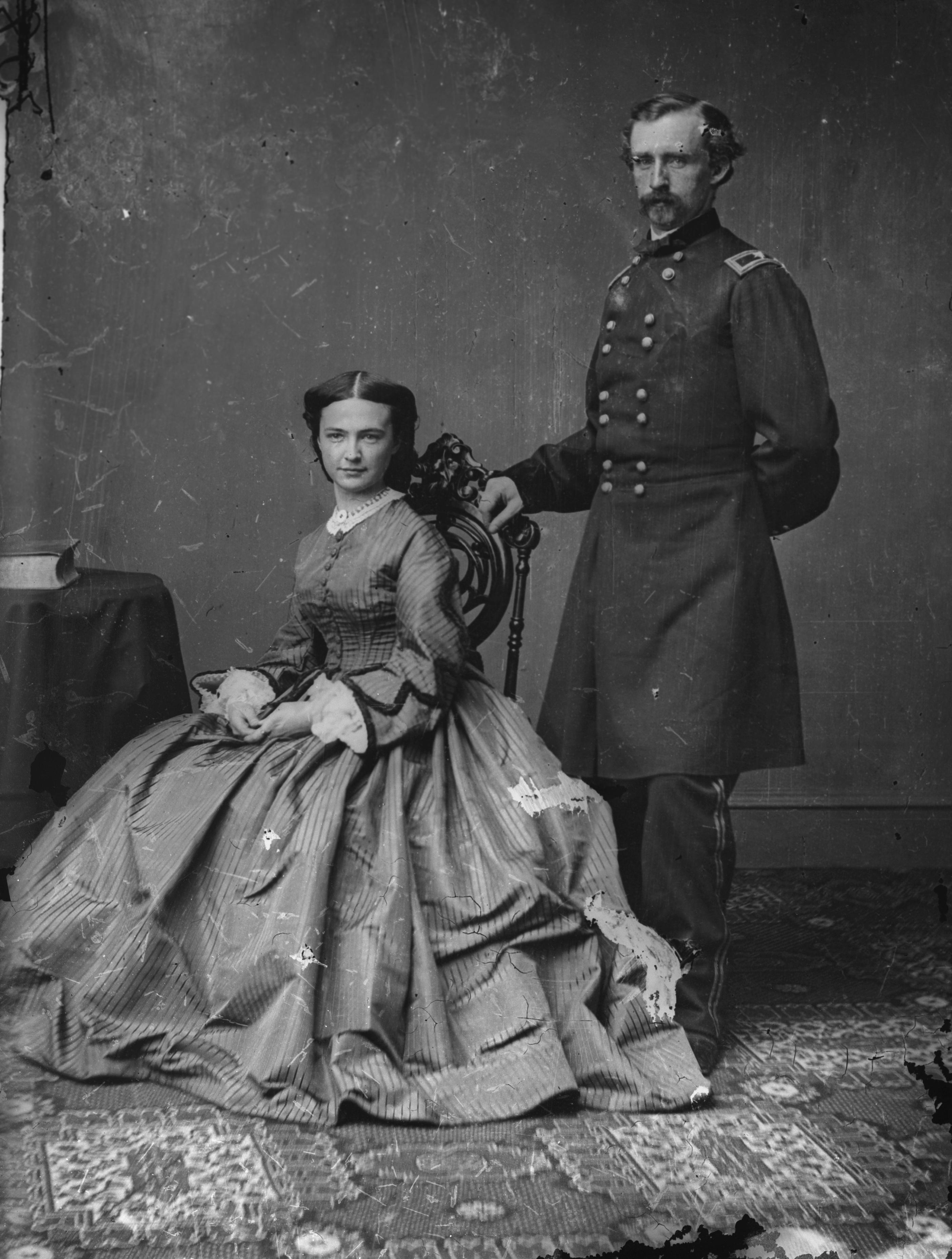
Autie i Libbie niedługo po ślubie

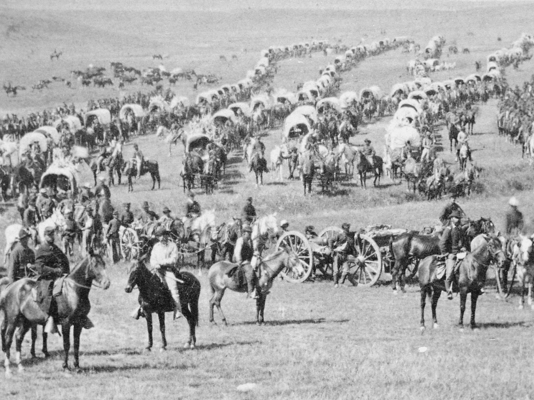
Kolumna Custera na Terytorium Dakoty

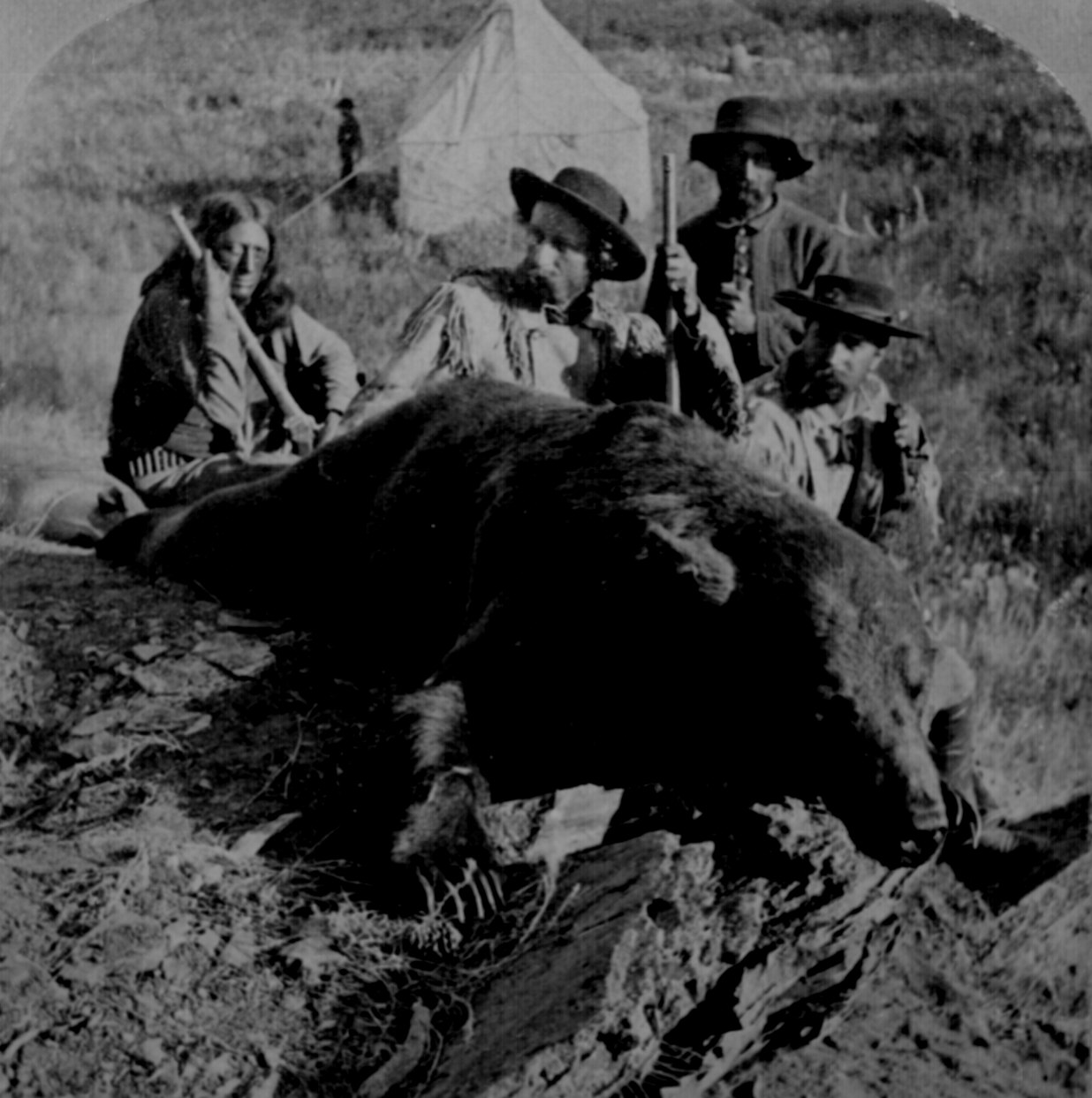
Pierwszy grizzly upolowany w Black Hills

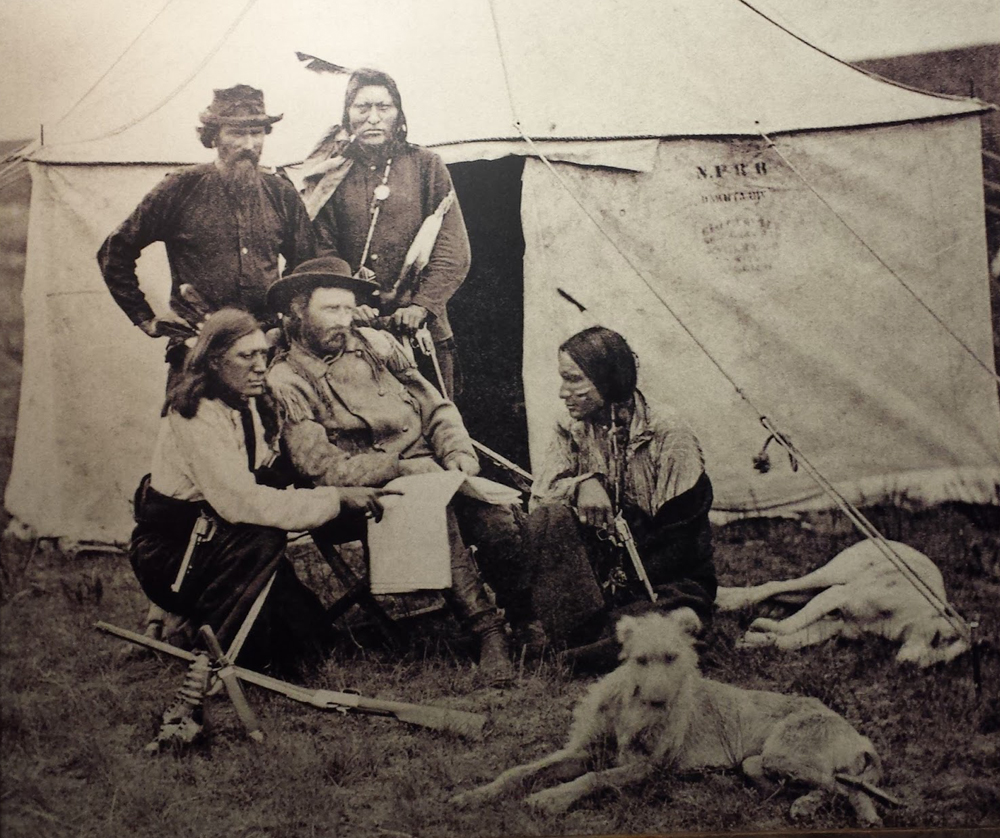
Custer i jego indiańscy zwiadowcy

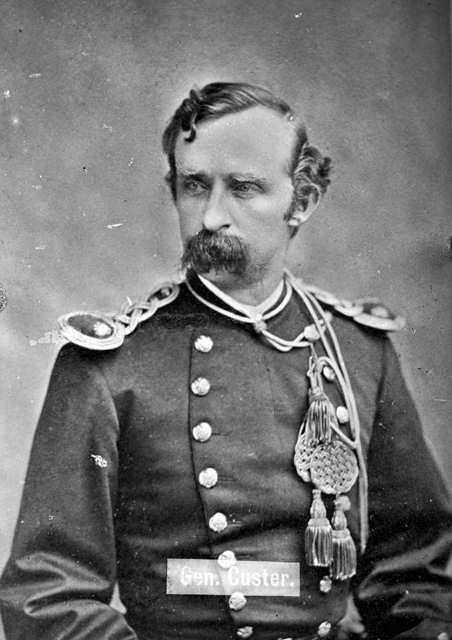
Tak wyglądał Custer kilka miesięcy przed swą ostatnią bitwą

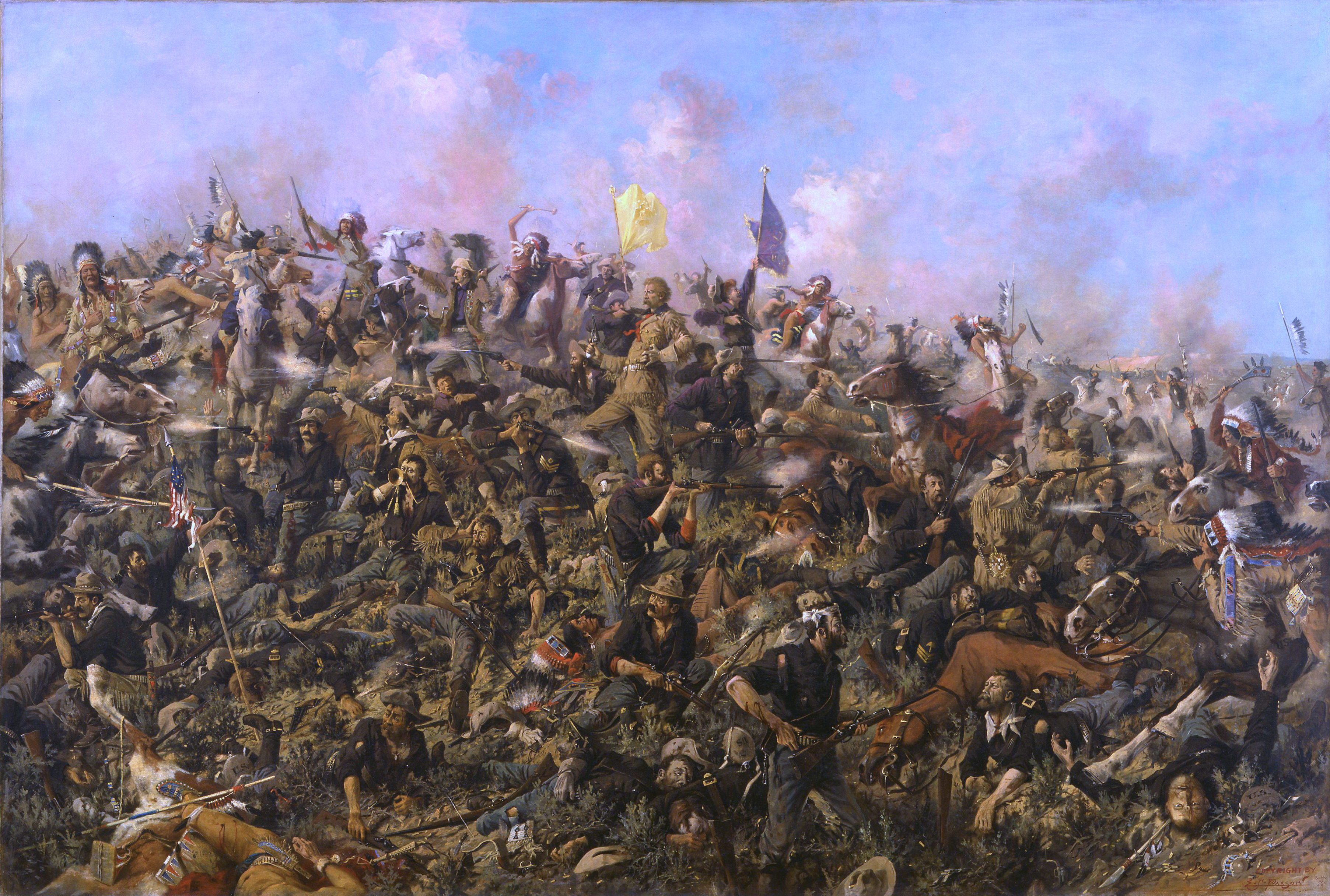
Ostatni bój Custera, mal. Edgar S. Paxson

George Armstrong Custer (ur. 5 grudnia 1839, zm. 25 czerwca 1876) – oficer kawalerii amerykańskiej, podpułkownik i brevet generał-major armii regularnej oraz generał-major ochotników, absolwent akademii wojskowej West Point. Wsławił się odwagą i brawurą w kampaniach wojny secesyjnej, ale przede wszystkim bitwą z Indianami nad Little Bighorn, w której – wraz z całym oddziałem – poniósł śmierć.

## Młodość
Był najstarszym z piątki dzieci farmera i kowala Henry’ego Emanuela Custera i Marii Ward Kirkpatrick – miał trzech braci, Nevina, Thomasa i Bostona oraz siostrę Margaret. Pierwsze imię, George, nie przyjęło się; w domu nazywano go Armstrongiem lub pieszczotliwie „Autie” i to ostatnie przylgnęło doń na dłużej. Jego prapradziadek, Niemiec Arnold Kuster (lub Küster) z miasteczka Kaldenkirchen w Nadrenii Północnej-Westfalii osiedlił się w Ameryce pod koniec XVII wieku. Matka Custera była potomkinią angielskich imigrantów z hrabstwa Durham, kobietą ciepłą i zaradną.
Ojciec zarobił na kowalstwie dość pieniędzy by kupić niewielką farmę w okolicach miasteczka New Rumley w stanie Ohio, gdzie młody Custer przyszedł na świat. Jego opiekunką i mentorką stała się o czternaście lat starsza przybrana siostra Ann (właściwie Lydia Ann) Kirkpatrick. Gdy Ann wyszła za mąż za Davida Reeda z małego, położonego nad brzegiem jeziora Erie, miasteczka Monroe w stanie Michigan – prowadzili tam oboje niewielką firmę przewozową – Custer zaczął jeździć tam na wakacje, a w wieku 14 lat przeprowadził się na stałe. Na farmę rodziców zajeżdżał latem, by pomóc w pracach polowych.
W Monroe uczęszczał do niedawno założonej szkoły dla chłopców zwanej nieoficjalnie Stebbins Academy, ale uczniem był kiepskim. Od nauki wolał uganianie się po lesie, jazdę konną i polowanie na szopy i lisy. Te zabawy i ciężka praca na farmie wykształciły w nim silną osobowość, wybujałą fantazję i tężyznę fizyczną: nigdy nie wyglądał na zmęczonego ani potrzebującego zbyt wiele snu. W roku 1855 powrócił w rodzinne strony, zapisał się do McNeely Normal School w Hopedale (Ohio) i już po roku uzyskał uprawnienia nauczania w najniższych klasach, co praktykował przez jakiś czas w wiosce Cadiz (Ohio). „Ten gość ma wielkie serce i jeszcze więcej szczęścia” – napisał o nim jeden z przyjaciół z tamtych czasów. Wielkie serce okazywał nie tylko kolegom; już jako nastolatek miewał liczne przygody miłosne, a przez jego łóżko – jak sam zapisał w swym pamiętniku – przewinęły się co najmniej cztery kobiety: Mollie, Lizzie, Mary i jedna nie wymieniona z imienia.

## Kariera wojskowa
Ojciec Custera był metodystą i gorącym zwolennikiem demokratów. Niejakie zdziwienie musiał więc wywołać krok Autie, który podejmując życiową decyzję zwrócił się o poparcie do kongresmena GOP, Johna Binghama. Napisał do niego krótki list:

Drogi Panie Bingham: powiedziano mi, że może Pan zarekomendować chłopca do West Point. Powiedziano mi również, że nie zwraca Pan uwagi na przynależność partyjną ojca chłopca. Mój ojciec jest demokratą, a ja chcę wstąpić do West Point i kształcić się na żołnierza, bym mógł walczyć za mój kraj.

Bingham był zaskoczony, ale prośbę młodego człowieka spełnił. Custer w czerwcu 1857 roku wstąpił do United States Military Academy (USMA).
Nie był dobrym studentem: z trzydziestu czterech kadetów jego rocznika uzyskał 34 lokatę. Wyróżniał się lekceważeniem dyscypliny będąc ciągle o krok od usunięcia, a książki jakie wypożyczał z uczelnianej biblioteki traktowały głównie o wybitnych kawalerzystach, broni białej i pięknych kobietach. Był natomiast świetnym jeźdźcem; galopując na oklep deklasował swych siedzących w siodłach kolegów, a we władaniu szablą nie miał sobie równych. Temu zapewne zawdzięczał ukończenie szkoły i awans na podporucznika 2 Pułku Kawalerii, co nastąpiło 18 czerwca 1861 roku. Anegdotyczne były jego potknięcia klasowe. Na lekcji francuskiego polecono mu przetłumaczyć zdanie „Leopold, duc d’Autriche, se mettait sur les plaines de Silesie”, co w jego wydaniu zabrzmiało: Leopard, duck and ostrich met upon the plains of Silesia (lampart, kaczka i struś spotkali się na polach Śląska).
Przysłowiowe „szczęście Custera” nie opuszczało go też po uzyskaniu dyplomu: oto, jako oficer placu USMA nie zażegnał bójki dwóch kadetów, czemu kibicowała cała niemal szkoła, za co został aresztowany, ale do sądu polowego nie doszło, bo właśnie wybuchła wojna, w której Custer opowiedział się zdecydowanie po stronie Unii.

## Wojna secesyjna
21 lipca, w dniu bitwy nad Bull Run oczekiwał – wraz z resztą 2 Pułku– na rozkazy, które nigdy nie nadeszły. Stojąc pod Manassas z dala biernie obserwował manewry konfederatów i ucieczkę unijnej piechoty, a potem uczestniczył w deszczowym nocnym odwrocie w kierunku Waszyngtonu. Bezczynność kawalerii podczas tej bitwy stanowiła odbicie ówczesnego pojmowania jej roli przez teoretyków wojskowości. Konfederaci wyciągnęli wnioski szybko, ale generałom Armii Unii zajęło blisko dwa lata nim zaczęli dostrzegać potrzebę wykorzystywania jej jako niezależnej siły uderzeniowej. W rezultacie szwadrony kawalerii przydzielano do poszczególnych dywizji piechoty, a generalicja traktowała jeźdźców głównie jako posłańców, zwiadowców lub straż przyboczną. W takiej kawalerii Custer nie był w stanie doczekać się prawdziwej walki. Jego pułk, przemianowany wkrótce na 5 Pułk Kawalerii, wykruszał się w obronie Waszyngtonu, a na początku następnego roku wziął udział we wstępnej fazie kampanii półwyspowej. Nim to jednak nastąpiło Custer zachorował i zimę 1861/62 spędził w Monroe. Wtedy właśnie pododawał do munduru ozdobne naszywki naramienne i błyszczące mosiężne guziki, co niewątpliwie wzbogacało jego wygląd w oczach kobiet.
Wiosną i latem 1862 roku istniało spore zapotrzebowanie na absolwentów West Point jako oficerów sztabowych. Custer trafił do generałów Philipa Kearny’ego, Williama F. Smitha, a na koniec do dowódcy Armii Potomaku, George’a McClellana, który mianował go swoim aide-de camp i awansował na brevet kapitana. Świeżo upieczony adiutant był zachwycony i jak tysiące żołnierzy ślepo wierzył dowódcy:

...bardziej ufam generałowi McClellanowi niż komukolwiek innemu. Mógłbym rzucić wszystko i iść za nim na koniec świata. Mógłbym oddać za niego życie

Tej ufności nie zachwiały ani liczne niepowodzenia generała, ani nawet krwawa i nierozstrzygnięta wrześniowa bitwa nad Antietam, po której McClellan stracił stanowisko i odszedł z armii na zawsze. Po jego dymisji wielu oficerów głośno wyrażało swe niezadowolenie. Custer – nie on sam zresztą – groził buntem, marszem na Waszyngton, ale w końcu uspokoił się i pojechał odpocząć do Monroe. Tam spotkał swoją przyszłą żonę. Widywali się wcześniej, gdy Custer wpadał do Monroe z krótkimi wizytami, ale nie mieli okazji bliżej się poznać.
Po powrocie z urlopu trafił (znów w stopniu kapitana) pod komendę dowódcy brygady, Hugh Kilpatricka, z którym odbył większość kampanii i od którego wiele się nauczył. Jego żołnierze chętnie naśladowali wymyślne nowinki uniformu dowódcy, a zwłaszcza czerwone chustki wiązane pod szyją. Uczestniczył w wielu bitwach: nad Antietam, w dziczy, pod Chancellorsville, a w kilku odznaczył się męstwem i brawurą. Tak było zwłaszcza pod Brandy Station i Aldie, gdzie walczył pilnie obserwowany przez nowego dowódcę kawalerii Armii Potomaku, gen. Alfreda Pleasontona.
27 czerwca 1863 roku, na trzy dni przed bitwą pod Gettysburgiem, Pleasonton awansował Custera do stopnia brevet generała-brygadiera. 23-letni, a więc najmłodszy generał unionistów, dowiódł pod Gettysburgiem, że awans słusznie mu się należał: 3 lipca, w chwili gdy dobiegała końca katastrofalna dla konfederatów szarża Picketta, pięć kilometrów na wschód od głównego pola bitwy odbywał się bój kawaleryjski spóźnionego Jeba Stuarta z 2 Dywizją korpusu Pleasontona dowodzoną przez Davida McMurtrie Gregga i brygadą z 3 Dywizji, na czele której walczył Custer. Bój był niezwykle zacięty, często na szable i choć każda ze stron głosiła później swoje zwycięstwo, Stuart nie zdołał się przebić na tyły unijnych sił na Grzbiecie Cmentarnym, a to oznaczało ostateczną przegraną Armii Północnej Wirginii. 1 Brygada z Michigan Custera straciła w tym starciu 257 ludzi, więcej niż którakolwiek inna brygada kawalerii Armii Unii.
9 lutego 1864 roku Custer ożenił się z Elizabeth Clift Bacon (1842-1933), pieszczotliwie zwaną Libbie. Ojciec panny młodej, sędzia Bacon, był początkowo negatywnie nastawiony do „kowalskiego syna”, ale po generalskiej promocji Autie’go uznał, że jest on godny ręki jego ślicznej, wykształconej i szykownej córki; małżeństwo było zgodne, choć nigdy nie doczekało się potomstwa.
Latem i jesienią tego roku uczestniczył – już jako dowódca dywizji – w kampanii gen. Philipa Sheridana w Dolinie Shenandoah, następnie w jego marszu ku morzu, a w końcu, wiosną 1865 roku, w oblężeniu Petersburga i ostatnich bojach przed ostatnią bitwą i kapitulacją gen. Roberta Lee pod Appomattox Court House.
W czasie wojny Custer cieszył się ogromną popularnością na Północy, szczególnie wśród płci pięknej, która nazywała go pieszczotliwie „Boy General”. W opinii publicznej był już niemal następcą Sheridana, a wojsko uważało, że stopień brevet generała-majora armii stałej słusznie mu się należy. Jedyną ciemną kartą w jego wojennym życiorysie stanowiły egzekucje dokonywane na konfederackich partyzantach bez sądu. Ostatnim akcentem amerykańskiej wojny domowej była parada zwycięstwa, która miała miejsce 23 maja 1865 roku w Nowym Jorku. Custer jechał na czele 3 Dywizji, a wszyscy żołnierze mieli zawiązane czerwone chustki pod szyją. Był to ostatni znak więzi dowódcy z oddziałem. Kilka dni później ich drogi się rozeszły, gdy gen. Ulysses Grant wezwał ochotników do marszu na Teksas (rzekomo celem spacyfikowania resztek konfederackich instytucji, a w rzeczywistości dla zademonstrowania siły marionetkowemu cesarzowi Meksyku, Maksymilianowi), a wojsko się zbuntowało, w tym także przeciw Custerowi.

## Na preriach Zachodu
Po zakończeniu wojny wrócił do stopnia kapitana (mimo wniosku przełożonych nie uzyskał potwierdzenia generalskiego stopnia w armii stałej). W lipcu 1866 roku Kongres postanowił powiększyć armię stałą (po wojnie zredukowaną niemal do zera), co dawało pewne możliwości. Sheridan proponował przyznanie Custerowi stopnia pułkownika, ale Departament Wojny zaoferował stopień podpułkownika i dowodzenie niedawno utworzonym 7 Regimentem Kawalerii. Custer ofertę przyjął.
Ogromnym okręgiem wojskowym, rozciągającym się od Missisipi po Góry Skaliste i od Teksasu po płynną jeszcze granicę z brytyjską Kanadą, dowodził Sheridan, który w czasie wojny dał się poznać mieszkańcom Południa podczas swego osławionego „Marszu” dokonując rzeczy niezwykłych. Na przekór wojennym pryncypiom wdarł się głęboko w terytorium nieprzyjaciela bez zaopatrzenia i linii komunikacyjnych z zapleczem. Działając w ten sposób zburzył cały ekonomiczny i psychologiczny potencjał Południa. Trudno było się spodziewać, że inaczej potraktuje zamieszkujących Wielkie Równiny Indian. Jego plan był prosty: Dakotów trzymać na północ od Platte; Arapaho, Szejenów i Komanczów zepchąć na południe, za Arkansas, by – jak mówił: „dać naszym ludziom wyłączność użytkowania szerokiego pasa ziem między wschodem a zachodem, gdzie przebiegają dwie ważne linie kolejowe i liczne szlaki wiodące wprost ku górom”.
Zgodnie z kolejnymi „traktatami” Indianie oddawali swe szerokie prerie, gdzie od stuleci mieszkali, polowali i wojowali, odchodząc do rezerwatów w dzisiejszej Oklahomie w zamian za dostawy żywności i innych niezbędnych dóbr na trzydzieści lat, a także szkoły uczące ich języka najeźdźców oraz osiadłych farmerów, którzy mieli pokazać im jak pracować na roli. Nie wszyscy Indianie dali się łatwo podporządkować.
7 Regiment stacjonował w Forcie Riley w stanie Kansas. Jak wszystkie regimenty kawalerii tworzyło go dwanaście kompanii składających się – przynajmniej na papierze – ze stu szeregowych, kaprali i sierżantów. Na stanie osobowym kompanii był też kapitan, porucznik i podporucznik. W praktyce kompanie były znacznie mniej liczne, a na ich czele rzadko znajdowało się więcej niż 1-2 oficerów. Ci ostatni nie mieli w większości żadnego doświadczenia. Upijali się dzień w dzień; czasami tak, że nie byli zdolni do pełnienia służby. Szeregowcy też pili: taki był styl życia w tym i każdym innym garnizonie Zachodu. Około 20% żołnierzy (139 z 718) przeszło jedynie wstępne przeszkolenie; nie mieli żadnego doświadczenia w służbie na pograniczu czy w walce. Znaczny odsetek tych rekrutów stanowili imigranci z Irlandii, Niemiec i Włoch, podobnie zresztą jak zaprawieni w bojach weterani. Wydobyte przez archeologów na pobojowisku kości wskazują, że wielu żołnierzy było niedożywionych i w kiepskim stanie fizycznym.
Custer przybył do fortu w połowie października. Towarzyszyła mu Libbie, jej młoda przyjaciółka Eliza, „bezwartościowy kolorowy” rodem z Teksasu, trzy rasowe rumaki i sfora psów myśliwskich. Brat generała, podporucznik Tom Custer, zjawił się miesiąc później.
27 listopada 1868 roku Custer przewodził masakrze nad Washita River, w czasie której zamordowano około stu Szejenów. Ten i inne podobne wyczyny, barwnie przezeń opisywane w relacjach dla prasy, uczyniły go najsłynniejszym pogromcą Indian.
W roku 1873 Custer został wysłany na Terytorium Dakoty dla ochrony mierniczych – wytyczających przebieg przyszłej linii kolejowej – przed Dakotami. 4 sierpnia, nad Tongue River, Custer i jego 7 Pułk starł się po raz pierwszy z tym plemieniem. Straty były niewielkie – jeden żołnierz i jeden wojownik. Rok później Custer poprowadził ekspedycję w głąb Black Hills i ogłosił, że znalazł złoto w pobliżu dzisiejszego miasta Custer. Te rewelacje wywołały natychmiast „gorączkę złota”. Powstało wtedy wiele miejscowości, a wśród nich znane z bezprawia Deadwood. Dziennikarze szlak, jakim posuwała się kolumna Custera, nazywali w swych publikacjach „szlakiem wolności”; dla Dakotów była to „złodziejska droga”. Około 30 000 Dakotów, Arapaho i północnych Szejenów pobierało już racje żywnościowe z agencji Biura ds. Indian, ale 3000 innych Dakotów, 400 Szejenów i niedobitki dalszych plemion odeszły na północny zachód, w góry Bighorn. Tam chcieli żyć na swobodzie, z dala od białych, ale w Waszyngtonie miano wobec nich inne plany. Wszystkich Indian, bez wyjątków miano zapędzić do rezerwatów. Datego wiosną 1876 roku podjęto szeroko zakrojoną ofensywę.

## Ostatnia bitwa
W czasie kampanii 1876 roku (później nazywaną w prasie „Kampanią Stulecia”) Custer i jego 7 Regiment podlegał generałowi Alfredowi Terry’emu, który dowodził kolumną maszerującą ze wschodu, z fortu „Abraham Lincoln” w stanie Dakota Północna, w głąb Terytorium Montany. Dwiema innymi kolumnami zdążającymi w tym samym kierunku dowodzili generałowie George Crook (z południa) i John Gibbon (z zachodu). Custer na czele 7 Pułku (750 żołnierzy około 50 cywilów i zwiadowców indiańskich) miał szerokim łukiem obejść przypuszczalne miejsce obozowania Indian i wspólnie z kolumną Gibbona zaatakować.
Idąc w górę rzeki Rosebud, zwiadowcy 7 Pułku  natknęli się na ślady bitwy, po której Crook był zmuszony zawrócić, Custer postanowił więc ruszyć na wroga bez oczekiwania na nadejście piechoty Gibbona. 24 czerwca w nocy zwiadowcy z plemienia Arikara odnaleźli cel kampanii. Obozowisko Indian znajdowało się w dolinie nad brzegami Little Bighorn. Składało się z 400-600 tipi, 3-4 tysięcy ludzi, w tym 800-1000 wojowników. Prawdopodobnie jedna trzecia posiadała broń palną, a około dwustu wojowników miało nowoczesne wielostrzałowe winchestery, karabiny Henry’ego i Spencera, podczas gdy kawalerzyści byli uzbrojeni w jednostrzałowe karabiny Springfielda – o większym zasięgu, lecz znacznie wolniejsze w akcji, łatwo przegrzewające się i niemożliwe do przeładowania podczas jazdy. Indianie byli ponadto uzbrojeni w łuki, które w tej bitwie miały okazać się bronią niezwykle skuteczną, umożliwiającą ostrzał pośredni w pofałdowanym terenie.
W takich okolicznościach 25 czerwca 1876 roku doszło do bitwy z Indianami dowodzonymi przez Siedzącego Byka i Szalonego Konia, nad brzegami rzeki Little Bighorn, podczas której poległ Custer i około 270 jego ludzi. W roku 1957 w prasie amerykańskiej pojawiła się informacja, że jeden z uczestników bitwy, Biały Byk, zeznał na łożu śmierci, że to on zabił George’a Custera.. Większość historyków jest jednak przekonana, że nigdy nie dowiemy się, kim był rzeczywisty zabójca generała.
Zabicie Custera przypisywano też wodzowi Dakotów Hunkpapa Deszcz w Twarz. Ten zaprzeczył, ale powiedział, że zabił brata dowódcy 7 RKaw, Toma Custera, co zresztą później również odwołał.

## Konsekwencje
Minęło wiele dni nim wieść o klęsce poszła w świat. Statek parowy Far West dotarł do najbliższej stacji telegrafu w Bismarck 5 lipca. Natychmiast wysłano depeszę do Fortu Lincoln, gdzie oficer dowodzący, kpt. William McCaskey, powiadomił wdowy po oficerach. Tymczasem w Bismarck ukazało się nadzwyczajne wydanie gazety Tribune z czołowym artykułem zatytułowanym „Massacred!”, a napisanym na podstawie relacji jednego z oficerów ze sztabu gen. Terry’ego i notatek znalezionych przy ciele zabitego reportera Marka Kellogga.
Gdy do Waszyngtonu doszła wieść o śmierci żołnierzy 7 RKaw w bitwie z powszechnie pogardzanymi Indianami, nikt w to początkowo nie wierzył. Nie uwierzyli generałowie Sheridan i Sherman; dlatego że nie ufali prasie, a także dlatego, że wieści o śmierci Custera pojawiały się już uprzednio. Potwierdzenie dotarło do Shermana w Filadelfii, w czasie gdy udzielał wywiadu dla prasy twierdząc, że to tylko pogłoski. Gdy wszystko stało się jasne na Custera zrzucono całą winę za klęskę, ale jednocześnie postanowiono wykorzystać śmierć popularnego oficera i wszystkich jego podkomendnych dla dokonania „ostatecznego rozwiązania” kwestii Indian.
Libbie, osoba chłodna i zrównoważona, która w chwili śmierci Custera miała 35 lat, mieszkała z nim w forcie Abraham Lincoln i towarzyszyła mu w kilku wyprawach. Szerszej publiczności dała się poznać z zupełnie innej strony broniąc dobrego imienia zmarłego męża, a mogła to zrobić tylko w jeden sposób – oskarżając z pasją Marcusa Reno o tchórzostwo, które spowodowało klęskę 7 Pułku. Obciążenie Reno winą nie powiodło się. Major nie był wybitnym oficerem, ale nad Little Bighorn wywiązał się z obowiązków w jedyny możliwy sposób: gdyby posunął się choćby pół kilometra bliżej Custera, jego i powierzonych mu ludzi czekałaby śmierć (taka też była opinia większości wojskowych). Trwające pół wieku atakowanie Reno uczyniły więcej złego jej samej: zaczęto postrzegać ją jako kobietę szaloną, ogarniętą obsesją. Oficerom zarzucającym jej fałsz odpowiadała, że gdyby Reno walczył jak mężczyzna, Custer by żył. Nim zmarła napisała o Custerze i o związku z nim kilka książek: Boots and Saddles, Life with General Custer in Dakota (1885), Tenting on the Plains (1887) i Following the Guidon (1891).
Pierwszym Białym, jaki zdołał wykorzystać śmierć Custera dla własnych potrzeb, był William Frederick Cody, mało jeszcze znany zwiadowca i myśliwy występujący jako „Buffalo Bill”, który odbył „pojedynek” z wojownikiem Szejenów zwanym Heova’ehe (co przetłumaczono na Żółte Włosy). Cody po prostu zastrzelił Indianina, po czym wyjął z pochwy swój nóż Bowie i oskalpował go. Prasa okrzyknęła to „pierwszym skalpem za Custera”.
7 Pułk Kawalerii „pomścił” swego dowódcę i kolegów czternaście lat później nad potokiem Wounded Knee mordując z zimną krwią około 250 mężczyzn, kobiet i dzieci, oficjalnie kończąc tym aktem tzw. „wojny Indian”.

## Kontrowersje
- Po śmierci Custer zyskał złą sławę jako „bezlitosny i nienawistny wróg Indian, nie znający żadnych granic okrucieństwa”, co nie do końca było prawdą: jego podwładni – oficerowie – uskarżali się, że wolał towarzystwo swoich indiańskich zwiadowców niż ich własne[56].
- Był uważany za hulakę i postrzeleńca. Podobno często upijał się do nieprzytomności i podejmował niezbyt zrozumiałe, kontrowersyjne decyzje. Częściej niż w mundurze widywano go w żółtawej skórzanej kurtce z frędzlami, skąd kolejne przezwisko – Cavalier in Buckskin[57].
- Wsławił się masowym wybijaniem bizonów oraz przyjaźnią z Buffalo Billem i rosyjskim następcą tronu, wielkim księciem Aleksiejem Romanowem[58].

## Spuścizna
Od nazwiska generała Custera pochodzą między innymi nazwy sześciu hrabstw w Stanach Zjednoczonych oraz parku stanowego Custer w Dakocie Południowej, a jego pomniki znajdują się w wielu miastach USA (także na terenie akademii w West Point, nad grobem, w którym złożono jego szczątki 10 października 1877 roku).
Miejsce ostatniej bitwy – Custer's Last Stand – jest obecnie parkiem stanowym i pomnikiem historii (Little Bighorn Battlefield National Monument) i miejscem pochówku wielu żołnierzy, poległych w wojnach, w których Stany Zjednoczone brały udział. Jest też miejscem pamięci dla Dakotów, którzy wznieśli tu kilka niewielkich pomników uczestniczących w bitwie wojowników.

## Poemat
Poemat epicki o wyprawie Custera przeciwko Indianom napisała Ella Wheeler Wilcox. Dzieło zatytułowane po prostu Custer ukazało się w tomie Custer, and Other Poems w 1896.